# Reckitt
Reckitt Benckiser Group PLC eller Reckitt er en britisk producent af dagligvarer med hovedkvarter i Slough, England. Deres produkter omfatter sundhed, hygiejne og ernæring. Virksomheden blev etableret i marts 1999 ved en fusion imellem britiske Reckitt & Colman plc og hollandske Benckiser N.V.